# Кассандр Богран

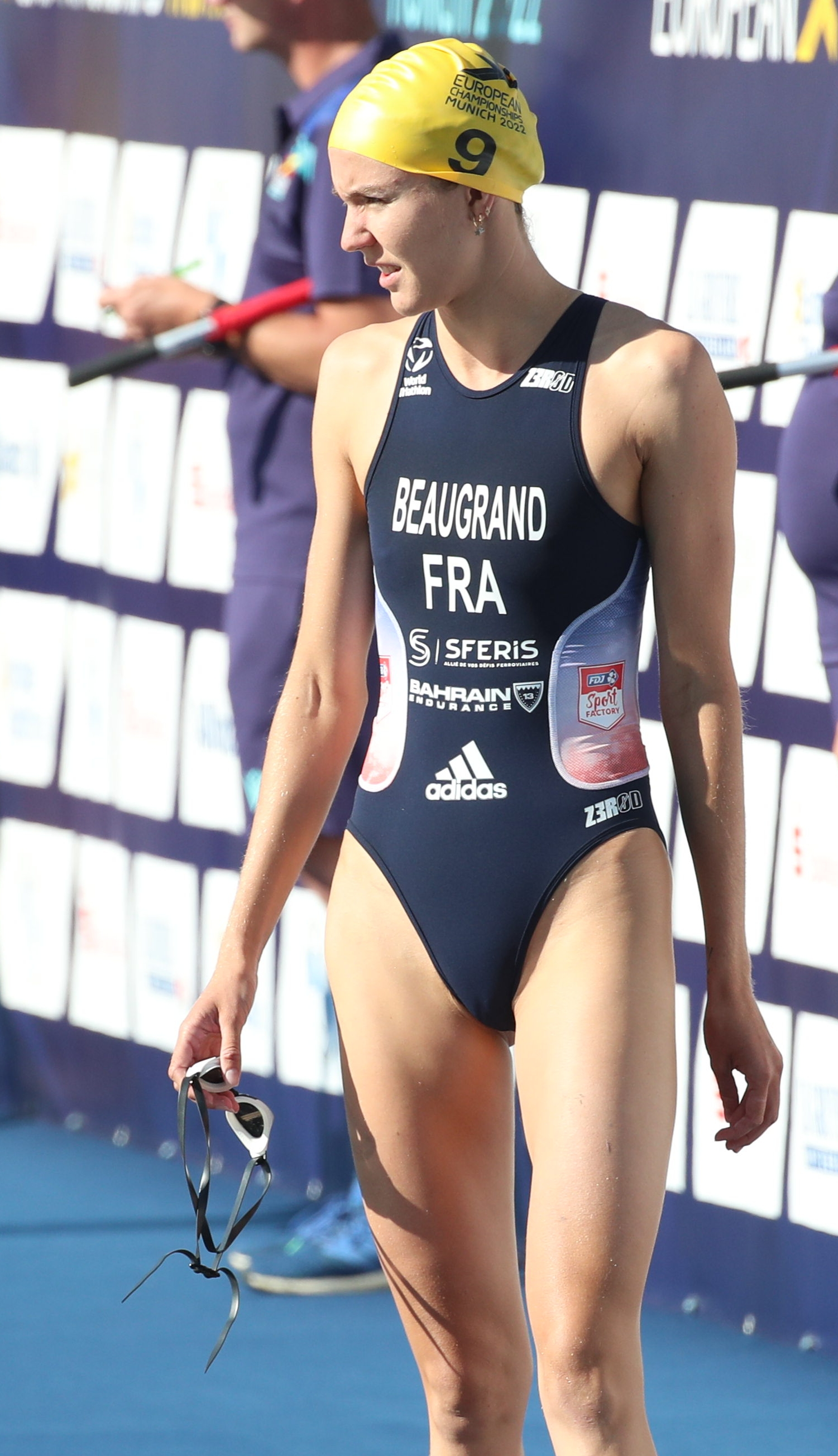
Богран на трасі Євро-2022 у Ніцці

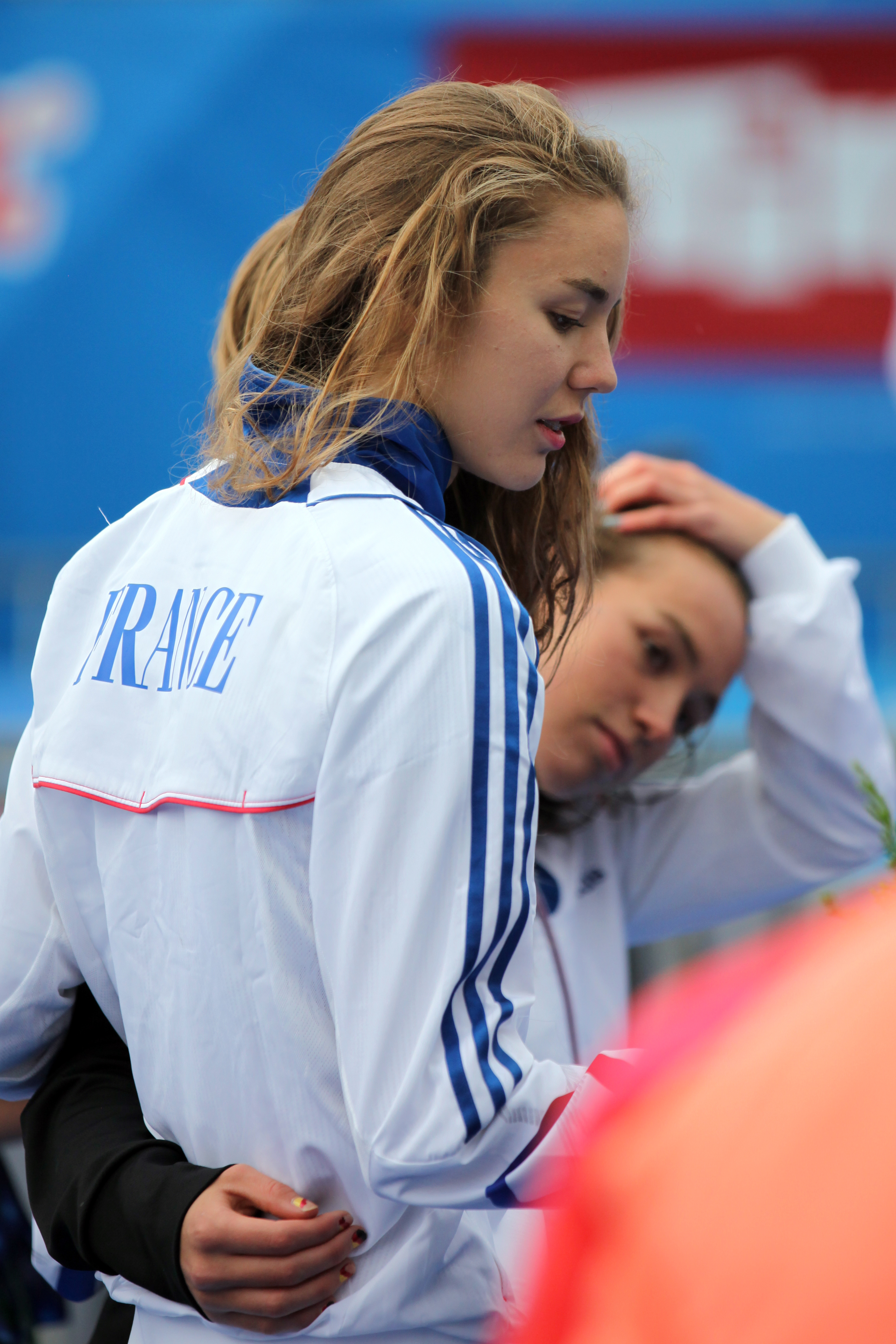
Богран на Чемпіонаті Європи в Кіцбюелі, 2014 рік

Кассандр Богран (фр. Cassandre Beaugrand, 25 травня 1997, Ліврі-Гарган) — французька тріатлоністка. Чемпіонка країни 2014 року, юнацький чемпіон країни 2013 і 2014 року, юнацька чемпіонка Європи в естафеті 2013 року, та віце-чемпіонка юнацького чемпіонату світу 2014 року. Переможець світової першості в естафеті 2018 і 2020 років. На літніх Олімпійських іграх 2024 року в Парижі вона стала чемпіонкою в жіночому індивідуальному турнірі.

## Ранні роки життя
З 2006 по 2011 рік Кассандр Богран представляла клуб зі свого рідного міста «Livry-Gargan Athlétisme», і з того часу її тренував батько Людовік Богран.

## Тріатлонна кар'єра
У 2012 році Богран стала виступати за клуби «AS Monaco Athlétisme» і «Saint-Raphaël Triathlon», які вона залишила в 2014 році, та перейшла до клубу «Poissy Triathlon», який представляла на престижному Гран-прі Франції з тріатлону. 28 вересня 2014 року Богран брала участь у великому фіналі «Club Championship Circuit» у Ніцці, та виграла як індивідуальний, так і клубний рейтинги, водночас ця гонка виконувала роль чемпіонату Франції.
З 2012 року Кассандр Богран бере участь у змаганнях тріатлону. У віці 15 років вона посіла друге місце на чемпіонаті Європи в Агіласі (1 вересня 2012) у командній естафеті серед молоді (16–17 років). У 2013 році вона виграла срібну медаль на чемпіонаті Франції (1 червня 2013) в юніорській категорії, хоча вона ще була на першому курсі юнацької категорії (кадети , 16–17 років), а також на чемпіонаті Європи в Холтені (27 червня 2013 року виграла золоту медаль у командній естафеті серед молоді. У 2014 році вона виграла свою першу особисту золоту медаль на юніорському Кубку Європи в Картейрі (13 квітня 2014), а на чемпіонаті Європи серед юніорів у Кіцбюелі (20 червня 2014) посіла третє місце. На юніорському чемпіонаті світу в Едмонтоні (29 серпня 2014) Богран завоювала срібну медаль.
У 2013 і 2014 роках Богран також брала участь у змаганнях Світової серії з тріатлону рівня «еліт», хоча все ще знаходилась у молодіжній категорії. На чемпіонаті Франції посіла четверте місце (29 вересня 2013 року), а на Кубку Європи зі спринту в Братиславі виграла срібну медаль (18 травня 2014). На змаганнях в змішаній естафеті, що проходили Гамбурзі (13 липня 2014) стала віцечемпіонкою світу.
У французьких засобах масової інформації в червні 2014 року Богран назвали новою надією Франції на національних і міжнародних змаганнях з тріатлону, але Богран вже була відомою на міжнародному рівні з 2013 року, коли вона виграла забіг на 1500 метрів на EYOF (Європейському олімпійському молодіжному фестивалі) 17 липня 2013 року в Утрехті.
Богран також стала чемпіонкою Франції з крос-кантрі 2013 та 2014 років, а у 2013 та 2014 роках вона також встановила нові національні рекорди на дистанції 1500 метрів у своїй віковій категорії (юнаки/кадети). 27 жовтня 2014 року Богран також встановив новий молодіжний рекорд на дистанції 10 км (який називається «напівмарафон» або «Voie Royale») у Сен-Дені.
Богран також виступає в Суперлізі з триатлону. Сезон чемпіонату 2018 року вона закінчила на 3-му місці, та була восьмою у 2021 році. Богран виграла перший старт чемпіонату Суперліги з триатлону в сезоні 2022 року в Лондоні, де вона фінішувала попереду Тейлор Спайві та Джорджії Тейлор-Браун, однак була усунута з другого старту через поїзку під час несприятливих умов на мотоциклі.
23 квітня 2022 року Богран встановила жіночий рекорд з бігу на «Arena Games Triathlon» на шляху до перемоги в «Arena Games Triathlon London 2022».
Богран показує хороші результати в плаванні. У запливі на 200 метрів її рекорд становить 2 хвилини і 7,25 секунд.
31 липня 2024 року Кассандр Богран виграла золоту медаль у змаганнях з тріатлону на літніх Олімпійських іграх 2024 року в Парижі, старт на яких проходив у річці Сена. Свою перемогу вона пояснила недавнім переїздом до Англії, де вона тренується в Лафборо, що допомогло їй звикнути до змагань під дощем.

## Особисте життя
Кассандр Богран тривалий час жила в Антібі, де її тренував батько, і в 2014—2015 роках навчалася в місцевому ліцеї Аудіберті. Її тренувальною базою був місцевий клуб плавання «CN Antibes».
У вересні 2022 року вона переїхала до Лафборо в Англії, і перебуває у стосунках із британським плавцем на відкритій воді Гектором Парду.